# Zach Sanford
Zachary Michael Sanford (ur. 9 listopada 1994 w Salem, Massachusetts, USA) – hokeista amerykański, gracz ligi NHL.

## Kariera klubowa
- Boston College (2014 - 11.07.2016)
- Washington Capitals (11.07.2016 - 28.02.2017)
  -  Hershey Bears (2016 - 2017)
- St. Louis Blues (28.02.2017 - 
  -  Chicago Wolves (2017)
  -  San Antonio Rampage (2017 - 2019)

## Sukcesy
Klubowe
- Puchar Stanleya z zespołem St. Louis Blues w sezonie 2018-2019